# Павинец
Павинец (пол. Pawiniec) — польский дворянский герб.

## Описание
В зелёном поле золотой пушечный ствол в столб, сопровождаемый справа и слева пламенеющей гранатой и серебряной шестиконечной звездой.
Щит увенчан дворянскими шлемом и короной. Нашлемник: возникающий павлин, обременённый серебряной шестиконечной звездой. Намёт на щите зелёный, подложенный золотом.

## Герб используют
Дмитрий Боннет (Bonnet), герба Павинец, жалован 12.04.1860 дипломом на потомственное дворянское достоинство Царства Польского (ДСЦП-1-009).